# Medina-Sidonia
Medina-Sidonia (arabisch, Stadt von Sidon) ist eine Stadt in der autonomen südspanischen Gemeinschaft Andalusien. Die befestigte Stadt wurde von Phöniziern gegründet, welche aus Sidon stammten. Anschließend war der Ort eine wichtige römische Kolonie (Asido) und in westgotischer Zeit eine Provinzhauptstadt. Im 8. Jahrhundert geriet die Stadt unter maurische Herrschaft, bis sie 1440 im Rahmen der Reconquista Sitz eines christlichen Herzogtums wurde. Medina Sidonia befindet sich auf einem Hügel von 337 Metern Höhe und ist 45 Kilometer von der Hauptstadt der Provinz Cádiz entfernt.

## Doña Blanca
Im 14. Jahrhundert verheiratete Herzog Pierre I. de Bourbon seine Tochter Blanca aus politischen Gründen mit dem spanischen König Peter „dem Grausamen“ von Kastilien und Leon. Diese Tochter aber hatte großes Pech, denn Pedro I. liebte sie nicht um ihrer selbst willen, sondern ihrer Mitgift wegen, die aber der König von Frankreich Pedro I. vorenthielt. Deshalb und um weiter mit seiner Geliebten zusammenleben zu können, kerkerte der Spanier seine junge Frau Doña Blanca de Borbón ein, zuerst in Valladolid, dann in Sigüenza, dann in Toledo, dann in Jerez und zuletzt in Medina Sidonia, wo sie 22-jährig starb.
Kurz nach dem Tod der jungen Frau entflammten die Gerüchte, denn man erzählte, sie sei vergiftet oder mit einem Pfeil getötet worden. Die heutige Wissenschaft nimmt aber an, sie sei an einer Krankheit, wahrscheinlich Schwindsucht, gestorben.

## Sehenswürdigkeiten

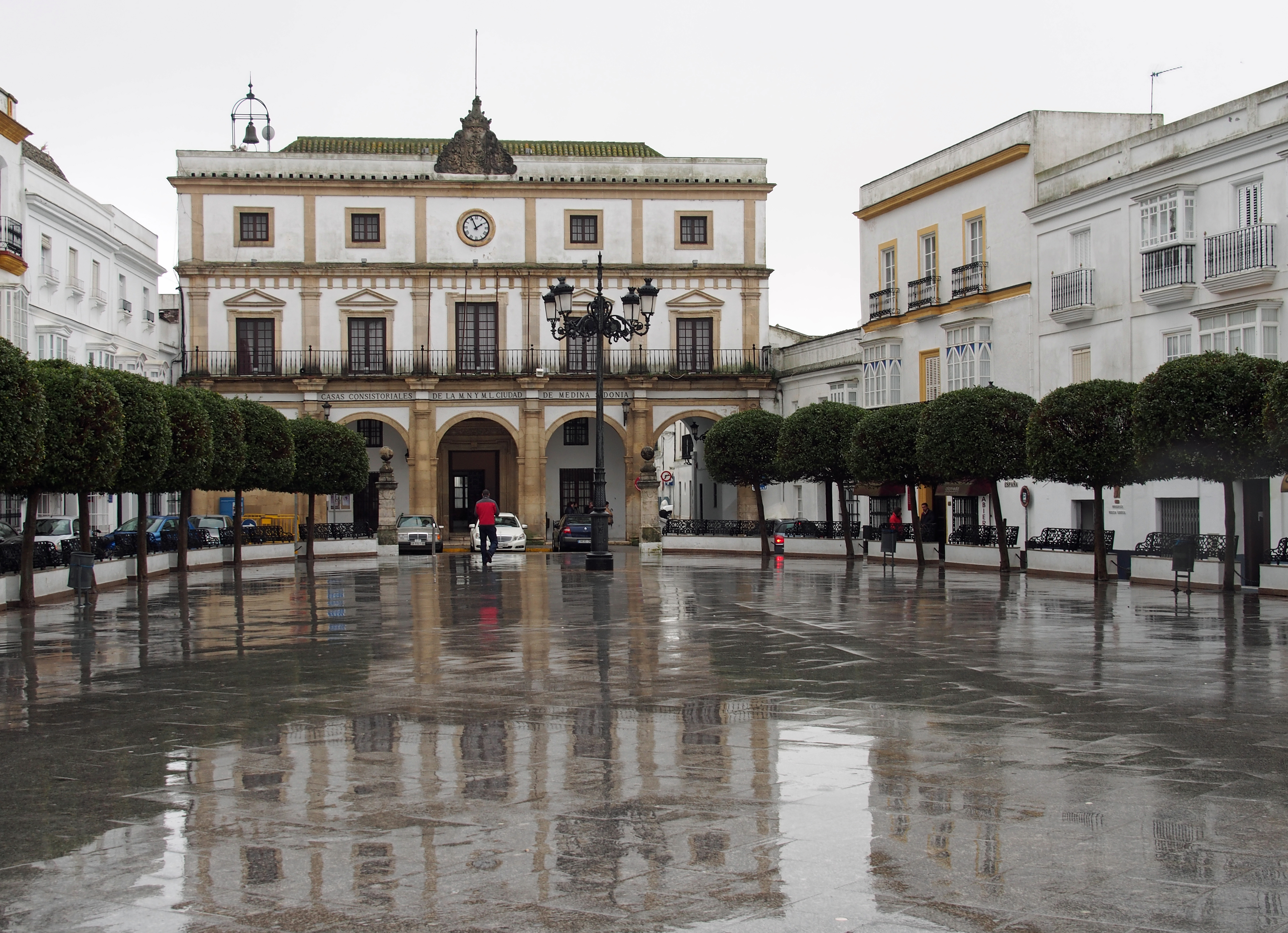
Marktplatz

Als besonders sehenswert gilt die teils maurisch geprägte Altstadt, insbesondere:
- Die römische Kanalisation (Cloacas romanas) aus dem 1. Jahrhundert
- Die Ermita de los Santos Mártires aus der Westgotenzeit (7. Jahrhundert)
- Reste des Alkazars und der Burg (12.–15. Jahrhundert); drei Torbögen sind vollständig erhalten
- Die Kirche Santa María la Mayor la Coronada mit Baustilen aus Gotik, Renaissance und Barock (14. – 17. Jahrhundert)
- Das Kloster San José del Cuervo, im Barockstil erbaut (18. Jahrhundert)
- Die Caminillo-Gärten aus dem 19. Jahrhundert

## Söhne und Töchter der Stadt
- Manuel Montes de Oca (1804–1841), Militär und Politiker